# Eugène Würgler
Eugène Würgler, né le 21 mars 1880 à Lausanne et mort le 18 mars 1945 à Lausanne, est un photographe suisse actif à Lausanne, pionnier dans le domaine des vues aériennes.

## Biographie
Après un premier emploi chez le photographe Arthur Jaccard de 1898 à mars 1900, il reprend l'atelier du photographe Henri Fontannaz en 1903. Il est l'auteur des premières vues aériennes de Lausanne, en collaboration avec le pilote Marcel Lugrin.

## Galerie

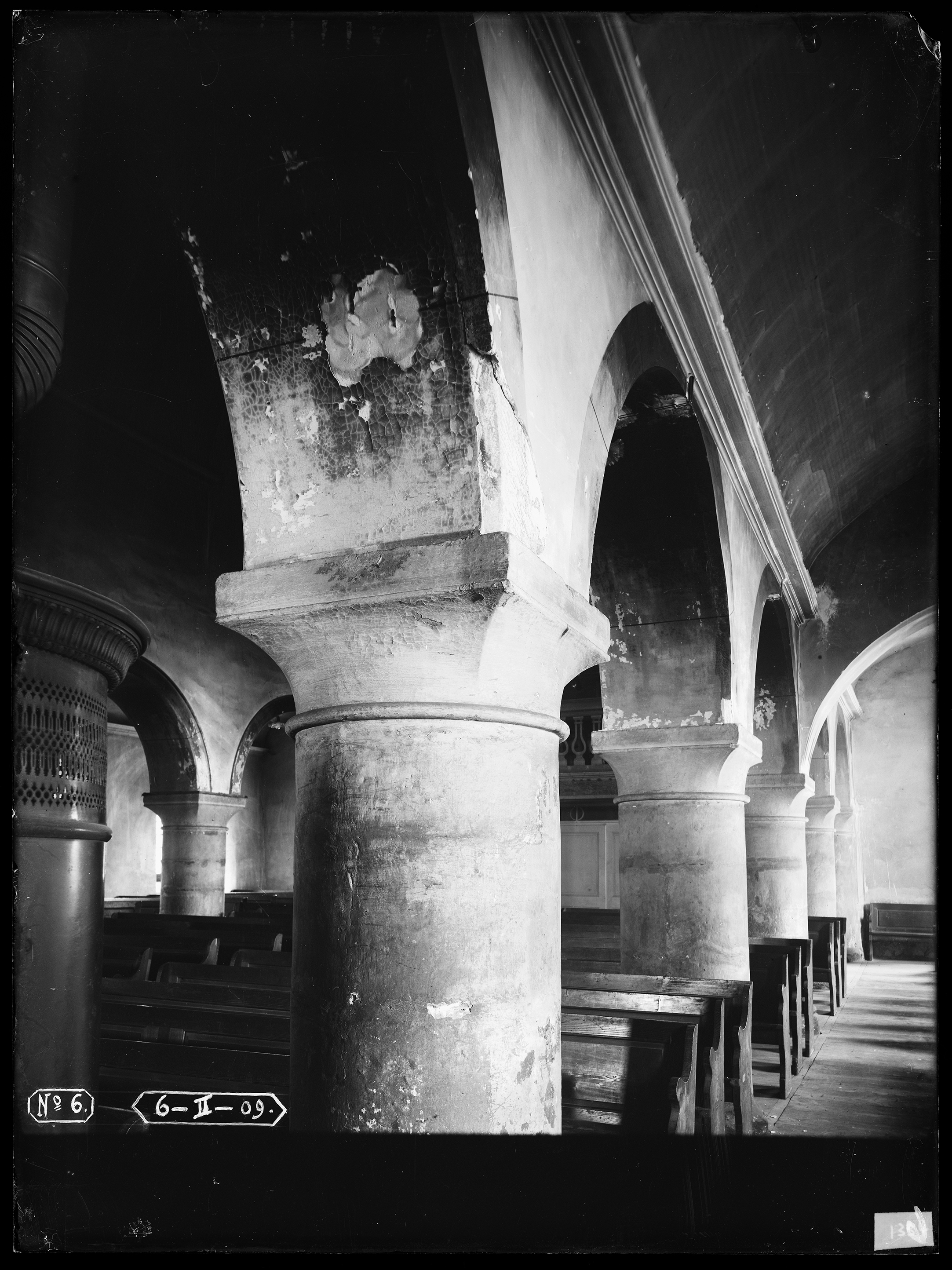
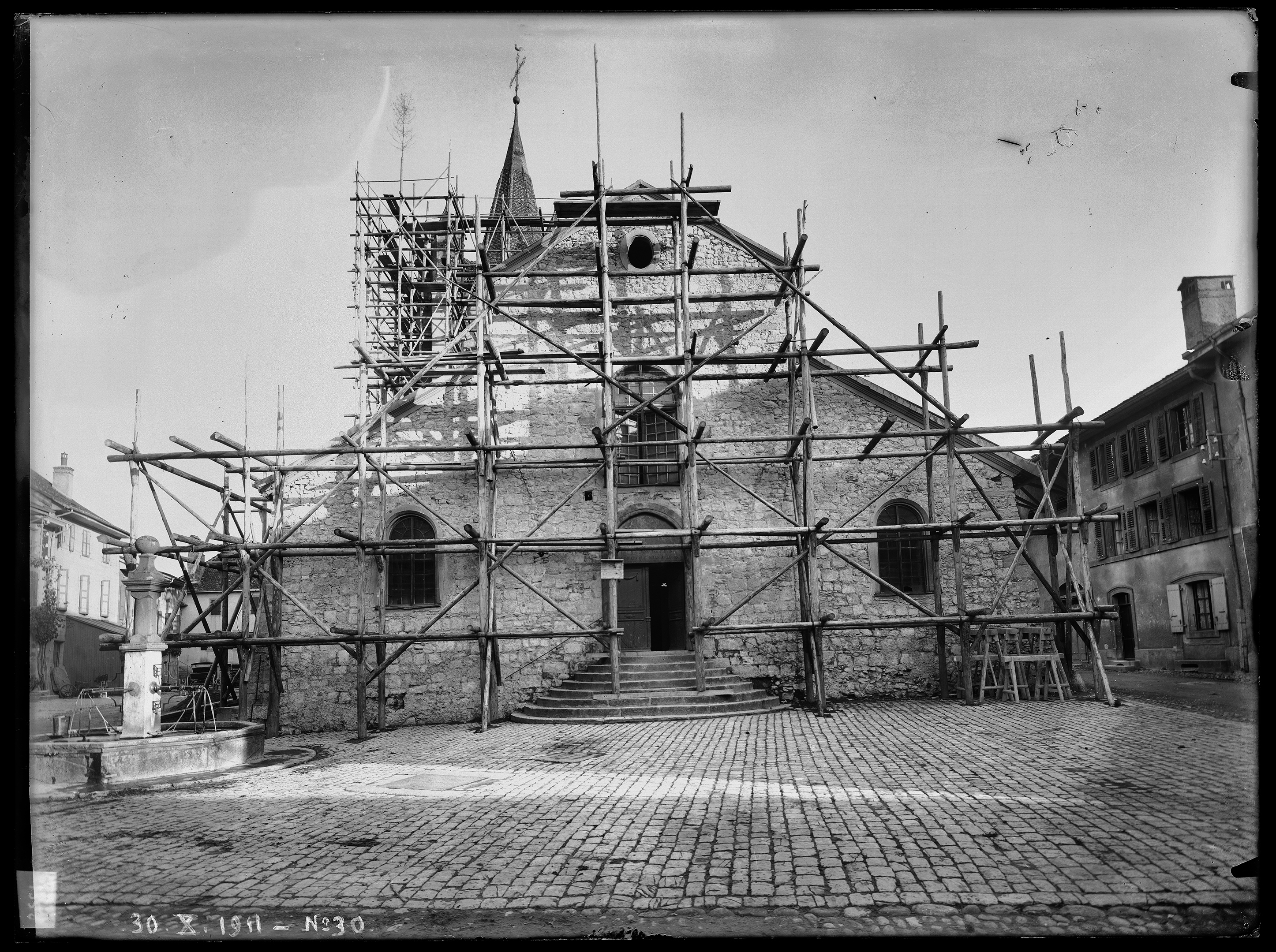
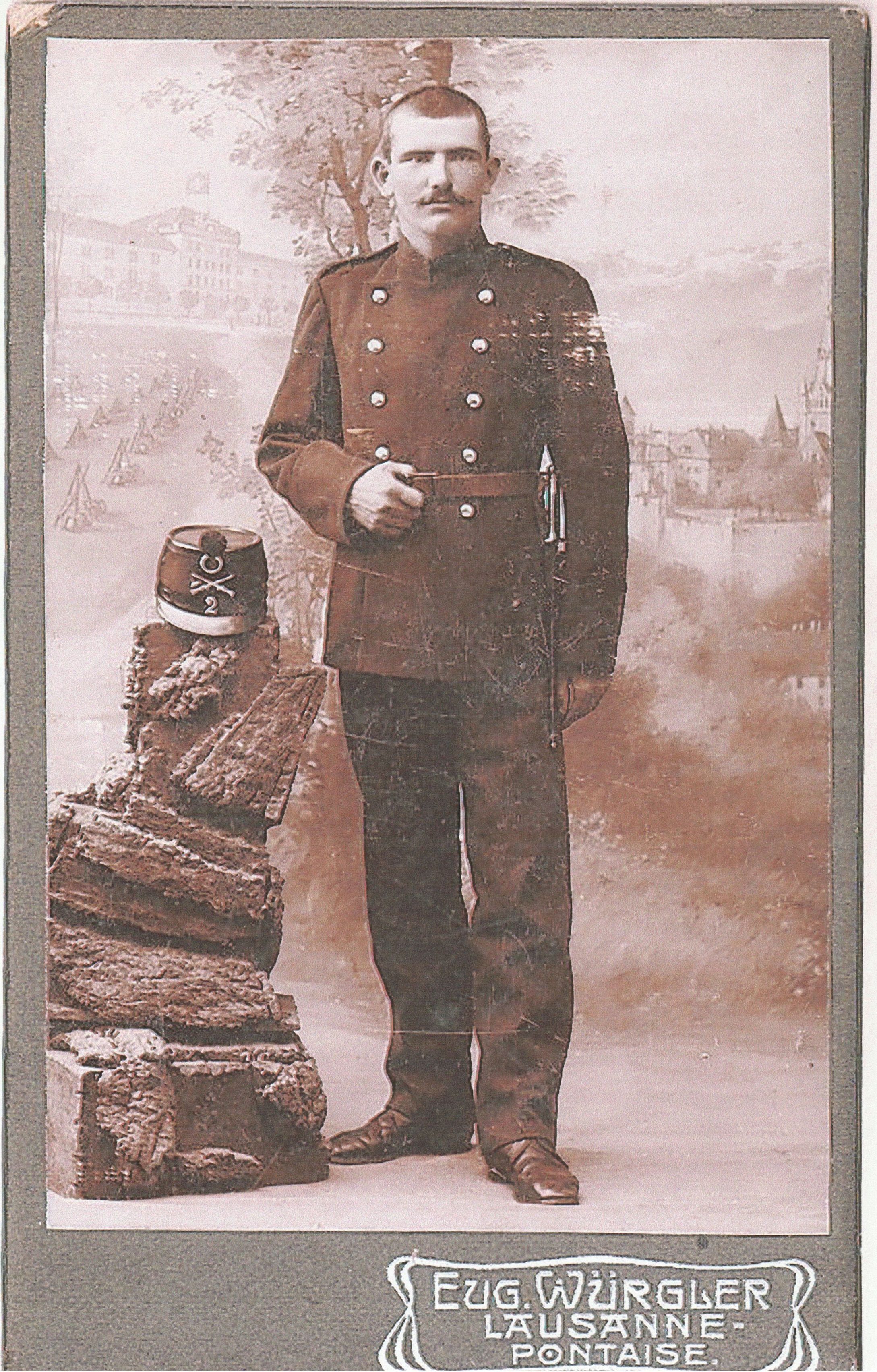